# Larentia datinaria
Larentia datinaria là một loài bướm đêm trong họ Geometridae.